# Ornithological Applications
Ornithological Applications (anteriormente conocida como Bulletin of the Cooper Ornithological Club y posteriormente como The Condor) es una revista científica arbitrada sobre ornitología y la publicación oficial de la Cooper Ornithological Society (COS). Publicada desde 1899 sin interrupción.

## Historia
La revista se publicó por primera vez en 1899 con el título Bulletin of the Cooper Ornithological Club por un grupo de biólogos en California. El alcance de la revista era regional, específicamente el oeste de Estados Unidos. En 1900 se cambió el nombre a The Condor. En 1947, el subtítulo de la revista fue acortado a The Condor, Journal of the Cooper Ornithological Club.
El primer editor fue Chester Barlow de 1899 a 1902. De 1902 a 1905 fue Walter K. Fisher, y de 1906 a 1939 Joseph Grinnell editó la revista. Charles A. Nace también fue editor.
Un consejo de redacción fue establecido en 1951 para organizar el aumento de envíos a la revista. James King, de la Universidad Estatal de Washington, estableció un sistema de revisión externa por pares de las propuestas. King se convirtió en editor a la muerte de Alden H. Miller en 1965 —Miller había sustituido a Grinnell como editor en 1939—. King amplió la distribución de la revista, y en 1966, al menos el 40 % de los artículos publicados en The Condor eran escritos por científicos fuera de los Estados Unidos.
En 1993, History of The Condor de Glenn Walsberg, concluyó que «varios miles de personas habían contribuido al éxito y desarrollo de la revista en sus 95 años de historia. Solo en 1992, 653 científicos ayudaron en su producción en los roles de autor, revisor, o ambas cosas».
En 2014, la American Ornithologists' Union y la Cooper Ornithological Society combinaron sus operaciones editoriales para crear la Central Ornithology Publication Office.